# Bayi Nanzi Paiqiu Dui
Il Bayi Nanzi Paiqiu Dui (八一男子排球队S, Bāyī Nánzǐ Páiqiú DuìP) è una società pallavolistica cinese con sede a Huaibei, militante nel massimo campionato cinese, la Volleyball League A, ed appartenente all'Esercito Popolare di Liberazione.

## Storia
Il Bayi Nanzi Paiqiu Dui viene fondato nel 1951. Con la nascita del professionismo il club prende parte al campionato cinese sin dal 1996, iscritto alla massima serie, la Volleyball League A; tuttavia il club retrocede al termine del campionato 1996-97 a causa del settimo e penultimo posto in classifica. Dopo una sola stagione in serie cadetta, la squadra è nuovamente promossa in massima serie nel 1998. Dopo una stagione incolore, conclusa al sesto posto, nel campionato 1999-00 il Bayi si classifica per la prima volta sul podio del campionato cinese, conquistando la terza piazza; nel campionato successiva invece arriva la prima finale scudetto della storia del club, persa contro lo Jiangsu Nanzi Paiqiu Dui.
Nelle stagioni successive il Bayi centra sempre piazzamenti di metà classifica, ad eccezione di alcuni terzi posti otteniti nei campionati 2003-04, 2004-05 e 2005-06. Dopo l'ennesimo terzo posto ottenuto nella stagione 2008-09, la squadra raggiunge la seconda finale della propria storia nella stagione successiva, perdendo questa volta contro lo Shanghai Nanzi Paiqiu Dui. Al terzo posto dell'annata 2010-11 seguono altre due finali scudetto nel 2011-12 e 2012-13, perse rispettivamente contro lo Shanghai ed il Beijing Qiche Nanzi Paiqiu Julebu.

## Rosa 2015-2016
| N° | Nome           | Ruolo | Data di nascita   | Nazionalità sportiva |
| -- | -------------- | ----- | ----------------- | -------------------- |
| 1  | Qiu Xuechen    | C     | ? gennaio 1991    | Cina                 |
| 2  | Cui Jun        | P     | ? luglio 1989     | Cina                 |
| 3  | Mao Tianyi     | P     | 2 giugno 1993     | Cina                 |
| 4  | Liu Tingwei    | S/O   | ? giugno 1987     | Cina                 |
| 5  | Ma Xiaoteng    | L     | ? giugno 1991     | Cina                 |
| 6  | Tang Chuanhang | S/O   | ? ottobre 1995    | Cina                 |
| 7  | Zhong Weijun   | S     | 20 aprile 1989    | Cina                 |
| 8  | Zhao Yichen    | S     | ? dicembre 1989   | Cina                 |
| 9  | Xu Jingtao     | C     | 7 luglio 1988     | Cina                 |
| 10 | Wu Yiwen       | P     | ? luglio 1990     | Cina                 |
| 11 | Wang Xiaoyong  | S     | ? agosto 1996     | Cina                 |
| 12 | Feng Bo        | S     | ? agosto 1994     | Cina                 |
| 13 | Gu Han         | S     | 17 febbraio 1994  | Cina                 |
| 14 | Zhu Jinpeng    | C     | ? maggio 1993     | Cina                 |
| 15 | Chai Ming      | C     | 3 marzo 1995      | Cina                 |
| 16 | Guo Peng       | C     | ? luglio 1982     | Cina                 |
| 17 | Xu Peng        | S     | 21 settembre 1996 | Cina                 |
| 18 | Geng Weiqiang  | S     | ? settembre 1991  | Cina                 |
| 19 | Liu Zhaochin   | S/O   | 8 marzo 1991      | Cina                 |
| 20 | Men Guangdong  | S     | ? giugno 1992     | Cina                 |